# Clytra aliena
Clytra aliena – gatunek chrząszcza z rodziny stonkowatych i podrodziny zmróżek.
Gatunek ten opisał po raz pierwszy Julius Weise w 1897 roku.
Chrząszcz o walcowatym ciele długości od 9 do 10 mm. Barwa głowy, przedplecza i tarczki jest czarna. Boczne brzegi przedplecza są ku tyłowi płasko rozszerzone, pokryte punktowaniem i pomarszczeniem.  Pokrywy są krótsze niż u moszenicy czterokropki, około 1,63 raza dłuższe niż w barkach szerokie. Ubarwienie mają żółtawe do żółtopomarańczowego z czarnym wzorem obejmującym wąskie, poprzeczne smugi w tyle. Odnóża i spód ciała są czarne. Genitalia samca cechują się edeagusem o części wierzchołkowej w widoku grzbietowym słabo rozszerzonej, znacznie słabiej niż u moszenicy czterokropki.
Owad palearktyczny, znany z Grecji i anatolijskiej części Turcji.